# Annual Review of Nutrition
Annual Review of Nutrition è una rivista scientifica dell'Annual Reviews, sottoposta a revisione paritaria e che pubblica un volume annuale di articoli di revisione sulla scienza dell'alimentazione. È stata fondata nel 1981. Secondo il Journal Citation Reports, la rivista un fattore di impatto per il 2023 pari a 12,6, classificandosi al secondo posto fra 114 riviste nella categoria "Nutrizione e dietetica".
Gli attuali capiredattori sono Patrick J. Stover e Rudi Balling.
A partire dal 2023, la rivista è pubblicata in modalità di accesso aperto, secondo il modello editoriale del Subscribe to Open.

## Storia
Per i primi ventinove anni di pubblicazione, l'Annual Review of Biochemistry conteneva un capitolo relativo alla nutrizione umana. Tuttavia, la crescente ampiezza dei temi da trattare in ogni volume divenne troppo grande e la nutrizione fu in gran parte abbandonata dalla rivista e omessa da qualsiasi titolo pubblicato dall'Annual Reviews. Il consiglio di amministrazione decise quindi che la nutrizione umana meritava una rivista a sé stante, e il primo volume dell'Annual Review of Nutrition fu pubblicato nel 1981. Fu il ventiquattresimo titolo pubblicato dalla casa editrice.  Dal 2021 la rivista è pubblicata sia in edizione a stampa che in formato elettronico.

## Perimetro editoriale
Annual Review of Nutrition identifica il suo perimetro editoriale con la copertura degli sviluppi significativi nel campo della nutrizione e delle sue sotto-discipline, quali: i macronutrienti (proteine, grassi e carboidrati), la bioenergetica, i micronutrienti, la regolazione metabolica, la genomica nutrizionale, la nutrizione clinica, l'antropologia nutrizionale, l'epidemiologia, la tossicologia e la nutrizione in relazione alla salute pubblica.
Ogni volume include un capitolo introduttivo scritto da un importante scienziato nutrizionista, che riflette sulla propria carriera e sui propri successi.

## Indicizzazione
Gli abstract e gli articoli della rivista sono indicizzati da: Scopus, Science Citation Index Expanded, PASCAL, CINAHL, MEDLINE, EMBASE e Academic Search, tra gli altri.

## Processo editoriale
Al vertice dell'Annual Review of Nutrition stanno il redattore o alcuni co-redattori. Il redattore è assistito dal comitato editoriale, che comprende i redattori associati, i membri regolari e, occasionalmente, dei redattori ospiti.
I membri ospiti partecipano su invito del direttore e hanno un mandato di un anno. Tutti gli altri membri del comitato editoriale sono nominati dal consiglio di amministrazione di Annual Reviews e hanno un mandato di cinque anni. Il comitato editoriale determina quali argomenti devono essere inclusi in ogni volume e sollecita revisioni da parte di autori qualificati. La revisione paritaria degli articoli accettati è effettuata dal comitato editoriale.

### Redattori dei volumi
Le date indicano gli anni di pubblicazione in cui qualcuno è stato accreditato come caporedattore o co-redattore di un volume di una rivista. Il processo di pianificazione di un volume inizia molto prima della sua pubblicazione. Un redattore poteva comunque essere presentato come caporedattore di un volume che aveva contribuito a pianificare, anche se era andato in pensione o deceduto prima della sua pubblicazione.
- William J. Darby (1981–1984)[11][12]
- Robert E. Olson (1985–1994)[13]
- Donald B. McCormick (nominato il 1° luglio 1994;[13] accreditato nel periodo 1995–2004)[14]
- Robert J. Cousins (2005–2014; dimessosi nel 2014;[15] accreditato anche nel peirodo 2015–2016[16])
- Patrick J. Stover e Barbara A. Bowman (Appointed 2015;[15]  credited 2017[17])
- Stover e Rudi Balling (2018–-)[18][19]

### Comitato editoriale
Al 2025, il comitato editoriale, oltreché dai redattori, risulta composto dai seguenti membri:
- Cheryl A.M. Anderson
- Bo Angelin
- Tracy G. Anthony
- William S. Blaner
- Sarah L. Booth
- Yan Chen
- Jessica Fanzo
- Martha S. Field
- Vadim N. Gladyshev
- John P. Kirwan

I precedenti membri (al 2022) erano:
- Cheryl A. M. Anderson
- Bo Angelin
- Tracy G. Anthony
- William S. Blaner
- Yan Chen
- Cutberto Garza
- Vadim N. Gladyshev
- John P. Kirwan
- Zhaoping Li
- Mary Story.